# Rhinoptera marginata
Rhinoptera marginata és una espècie de peix cartilaginós raïforme de la família de les Rhinopteridae de dimensions notables, fins a 2 m d'amplada del disc.
En tota la Mediterrània se n'han fet molt rares observacions, que es limiten a pocs exemplars (potser sols un) observats a les costes d'Alger, a València i un altre vist a Mallorca.
D'un animal tan rar de veure és molt poc probable que hi hagi noms catalans autèntics. Tanmateix, se n'han citat repetidament alguns, a diverses publicacions ictiològiques i en el DCVB. Totes aquestes mencions depenen, per una part, del castellanisme arçobispo recollit per Cisternas com a nom valencià d'aquesta espècie (ingènuament traduït com *arquebisbe per Lloris et al., i potser també el nom bisbe), i per altra part, dels noms de mantellina i vela llatina que li foren atribuïts per Barceló en el seu catàleg dels peixos de les illes Balears del 1868. En una nota publicada posteriorment, el mateix autor rectificava aquesta atribució, que havia feta seguint reports erronis que li havien donat uns pescadors mallorquins, i assegurant que després havia pogut comprovar que mantellina i vela llatina són noms que en realitat corresponen a un altre rajiforme força diferent, la Gymura altavela. Aquesta rectificació ha estat passada pe alt per alguns autors posteriors: el nom de vela llatina roman atribuït erròniament a Rhinoptera marginata en els catàlegs de F. De Buen i de Lloris et al.